# Coma d'en Vila
La Coma d'en Vila és una obra de Mura (Bages) protegida com a Bé Cultural d'Interès Local.

## Descripció
La Coma d'en Vila és un edifici format per un antic mas i uns corrals. El conjunt té planta rectangular orientat E-O i es troba en un desnivell del terreny, amb les diferents edificacions col·locades una al costat de l'altra.
El cos que correspon al mas, és de petites dimensions, de planta baixa i pis, amb coberta d'un aiguavés de teula àrab i parets de pedra unida amb morter de calç. Té una porta d'accés a la façana de ponent, de llinda de pedra, i una única finestra al pis. Per la banda de llevant, té un corral o estable, amb un mur de pedra i morter de calç que el tanca perimetralment i tres pilars circulars de pedra a l'eix central que suportaven una coberta de la que tan sols resta una part, la que toca a la casa.
Aquest corral principal té una porta amb llinda per accedir-hi des del costat de migdia. També té adossat un altre cos a continuació, del que només queden els murs. Al camí d'accés a la casa, que es troba a un nivell superior a la banda de tramuntana, hi ha l'era enrajolada i una bassa excavada en la roca.
Es troba dins la zona del Parc Natural de Sant Llorenç del Munt i l'Obac. Camí que surt a l'esquerra en el P.Q.14.800 de la carretera BV-1221 de Terrassa a Talamanca. Es passa per la masia de la Mata pel camí forestal de Matarodona. Està a la cruïlla dels antics camins de Matadepera a Mura i el camí que passant pel Coll d'Eres va fins a Sant Llorenç Savall. Es troba en la part alta de la carena.
(Text procedent del mapa de patrimoni cultural de la Diputació de Barcelona)